# Kamtjija
Kamtjija (bulgariska: Камчия) är ett vattendrag i Bulgarien.   Det ligger i regionen Oblast Varna, i den östra delen av landet, 400 km öster om huvudstaden Sofia.